# División de Honor de balonmano 1980-81
La División de Honor de balonmano 1980-81 fue la 23.ª edición de la máxima competición de balonmano de España. Se desarrolló en una fase, que constaba de una liga de doce equipos enfrentados todos contra todos a doble vuelta. El ganador disputaba la Copa de Europa y los dos últimos descendían a Primera División.

## Clasificación
| N. | Equipo              | PJ | PG | PE | PP | PTS |
| 1  | Atlético de Madrid  | 22 | 21 | 0  | 1  | 42  |
| 2  | F.C. Barcelona      | 22 | 21 | 0  | 1  | 42  |
| 3  | Calpisa             | 22 | 15 | 2  | 5  | 32  |
| 4  | Michelín Valladolid | 22 | 11 | 2  | 9  | 24  |
| 5  | Jaén                | 22 | 11 | 2  | 9  | 24  |
| 6  | Marcol Lanas Aragón | 22 | 10 | 2  | 10 | 22  |
| 7  | Bidasoa Danona      | 22 | 10 | 2  | 10 | 22  |
| 8  | Granollers          | 22 | 10 | 1  | 11 | 21  |
| 9  | Academia Octavio    | 22 | 5  | 2  | 15 | 12  |
| 10 | Anaitasuna Reynolds | 22 | 4  | 1  | 17 | 9   |
| 11 | Beti Onak-Lubrifilm | 22 | 3  | 2  | 17 | 8   |
| 12 | Canteras            | 22 | 2  | 2  | 18 | 6   |